# Arroyo Yabotí Guazú
Arroyo Yabotí Guazú är ett periodiskt vattendrag i Argentina.   Det ligger i provinsen Misiones, i den nordöstra delen av landet, 900 kilometer norr om huvudstaden Buenos Aires.
I omgivningen kring Arroyo Yabotí Guazú växer i huvudsak städsegrön lövskog och området är glesbefolkat, med 20 invånare per kvadratkilometer.